# Kultiration möter Internal Dread
Kultiration möter Internal Dread är reggaegruppen Kultirations tredje album. Det släpptes 19 april 2006 av skivbolaget I-Ration Records.
De flesta låtarna på albumet är gamla Kultirationlåtar från tidigare album som Tom Hofwander, också känd som Internal Dread har mixat. Förutom detta finns "Satta Massagana" och Allan Edwalls "Du och jag", båda i egna tolkningar av Kultiration.

## Låtlista
1. "Babylon dubbar"
2. "Melodub"
3. "Ur dub"
4. "En timme kvar att dubba"
5. "Barfota dub"
6. "Under dub I"
7. "Under dub II"
8. "Utan dub"
9. "Satta dub"
10. "Du och jag"